# Метова
Метова — річка в Україні у Іршавському районі Закарпатської області. Ліва притока річки Боржави (басейн Дунаю).

## Опис
Довжина річки приблизно 10,44 км, найкоротша відстань між витоком і гирлом — 8,20  км, коефіцієнт звивистості річки — 1,27 . Формується багатьма гірськими струмками.

## Розташування
Бере початок на південно-західних схилах гори Діл (805,2 м). Тече переважно на південний захід між горами Кичера (644,0 м) та Росушна (596,3 м) і на південно-західній околиці села Довге впадає у річку Боржаву, праву притоку річки Тиси.

## Цікаві факти
- У селі Довге річку перетинає автошлях Т 0712[2] (автомобільний шлях територіального значення у Закарпатській області. Пролягає територією Перечинського та Свалявського районів через Перечин — Сваляву. Загальна довжина — 52,1 км.).